# Palazzo Vecchietti

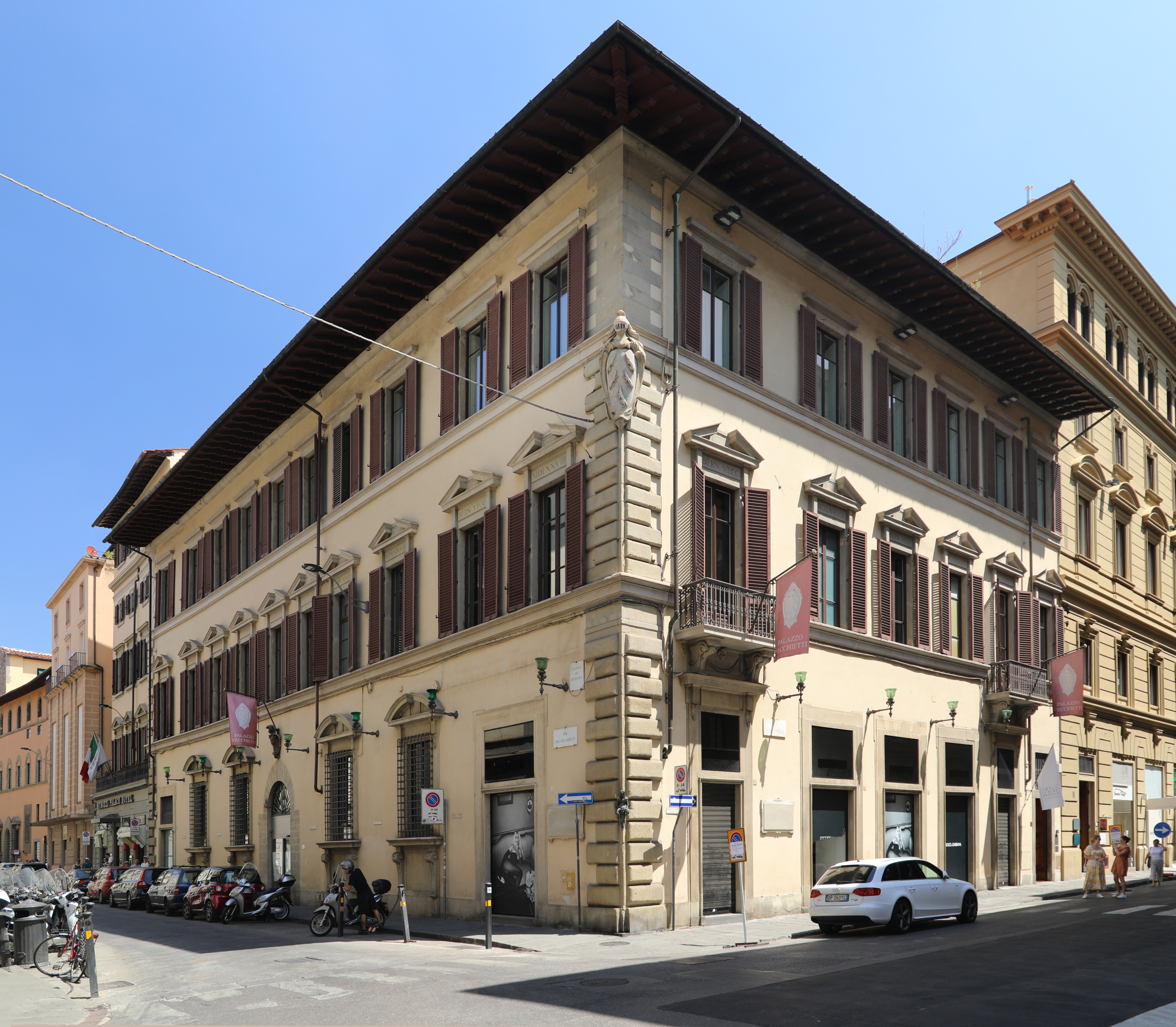
Fachada do Palazzo Vecchietti.

O Palazzo Vecchietti é um palácio de Florença que se encontra na Via dei Vecchietti, onde a família Vecchietti tinha casas e torres. Frente ao palácio existia uma praceta e uma igreja, San Donato dei Vecchietti, as quais desapareceram com o reordenamento do centro da cidade.

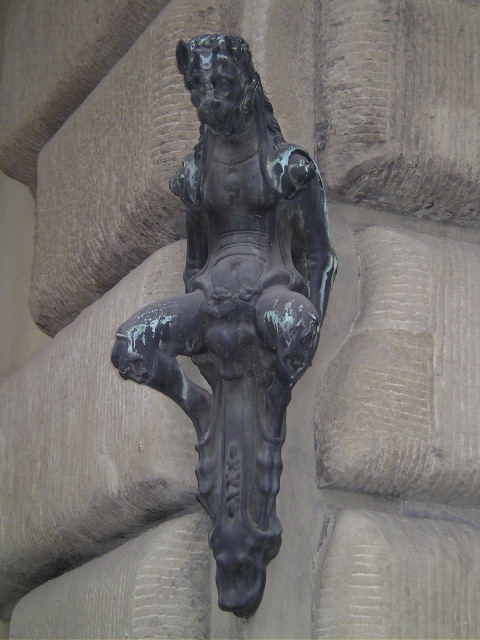
O sátiro, de Giambologna, na fachada do Palazzo Vecchietti.

A esquina formada pelas duas fachadas deste palácio, no ângulo da Via Strozzi, é chamada de Canto dei Diavoli (Esquina dos Diabos). Uma antiga lenda conta que, em 1243, quando São Pedro Mártir fazia um sermão nesta esquina durante a cruzada contra os Patarini, apareceu um cavalo negro que se lançou para o meio da massa de fiéis. O cavallo era o diabo, o qual se pôs em fuga quando o santo fezo o sinal da cruz. O episódio foi representado num afresco, de Jacopo Franchi, na parede exterior da loggetta del Bigallo.
Em 1584, Bernardo Vecchietti, proprietário do palácio, encarrgou Giambologna (1529-1608) de modernizá-lo. Segundo a lenda, Giambologna, no final do século XVI, modelou o diabrete porta-bandeira, do qual resta uma cópia na esqiuina do palácio, cnservando-se o original na Terrazza di Saturno (Terraço de Saturno) do Palazzo Vecchio. Na realidade, trata-se dum sátiro, o qual faz parte duma cópia desaparecida quando o palácio sofreu uma demolição parcial devido a obras de esventramento, durante o período em que Florença foi capital do Reino de Itália (1865-1871). Giambologna havia esculpido a obra em agradecimento à família que o havia hospedado e protegido aquando da sua chegada à cidade.
O sátiro servia, também, de porta-estandarte para a bandeira da Potenza Festeggiante del Mercato Vecchio (Potência Festejante do Mercado Velho), dita do Duca della Luna (Duque della Luna).

## Galeria

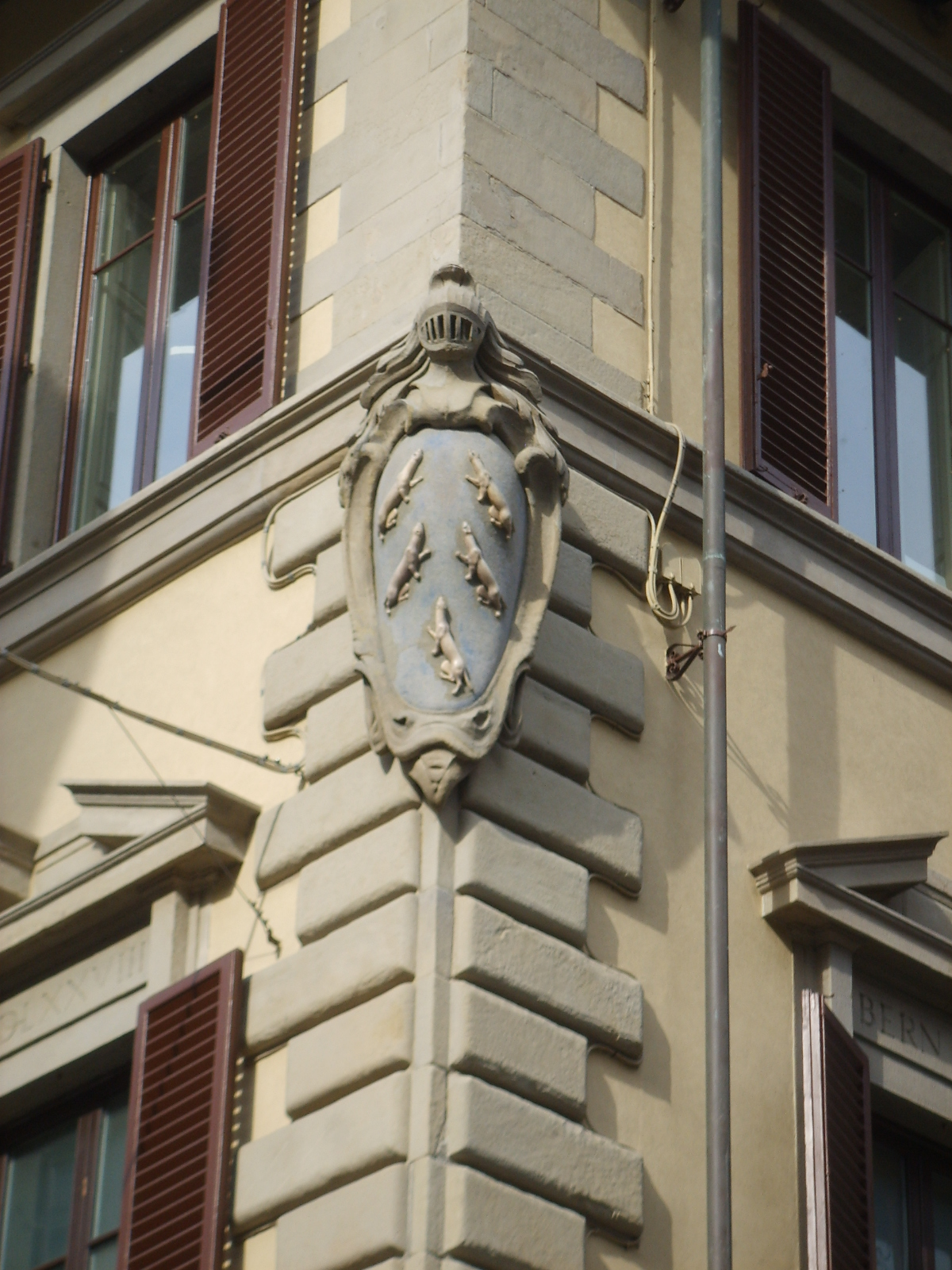
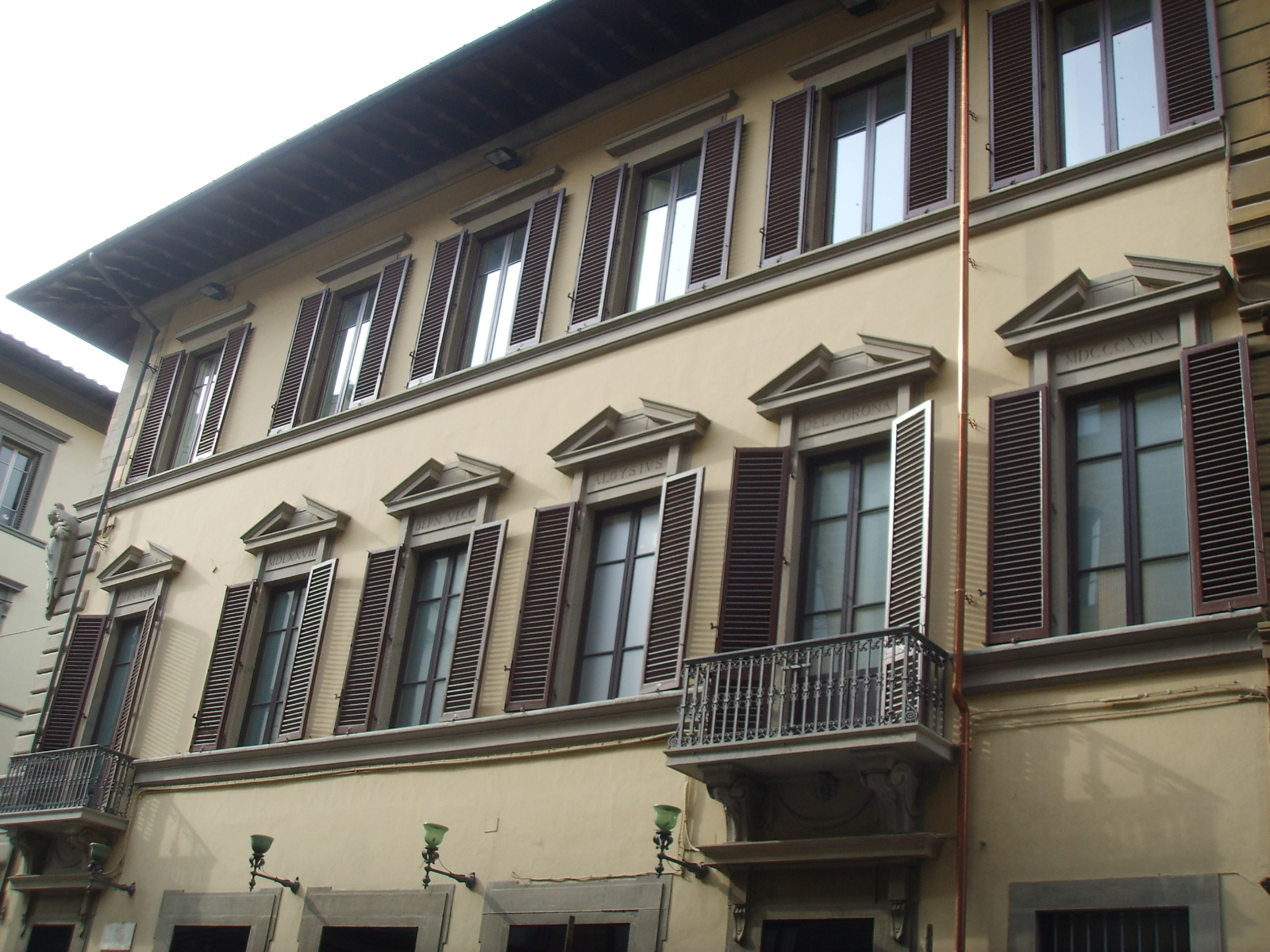